# Liste des pays ayant franchi le pic de production du pétrole
La Pennsylvanie fut le premier territoire à atteindre son pic de production de pétrole en 1891. Le premier pays serait la Pologne en 1909 selon certaines sources, mais le sujet est peu documenté. Les États-Unis furent en tout cas le premier producteur Majeur à franchir le pic en 1971, donnant raison à King Hubbert, malgré les dénégations de l'USGS. La liste des pays qui ont déjà franchi le pic suit. Bien sûr, il est possible que certains d'entre eux voient leur production rebondir et franchir un deuxième pic plus tard, mais ce n'est vraiment probable que pour les petits producteurs ayant encore des régions significatives à explorer, cela n'a par exemple aucune chance d'arriver pour la Grande-Bretagne.
Il peut aussi être intéressant de suivre les pics par groupes de pays. L'OCDE a atteint son pic en 1997, à 21.1 Mbbl/j, et perdu près de 10 % de sa production depuis[réf. souhaitée]. L'ensemble des pays non-OPEP et non-ex-URSS (ce qui inclut l'OCDE) semble avoir atteint leur pic en 2002.

## Tableau récapitulatif
Le tableau présent dans l'article Réserves pétrolières signale les pays ayant apparemment franchi leur pic ; parmi les plus importants, on peut signaler les États-Unis, Royaume-Uni, Norvège, Mexique, Pays-Bas. 
Données issues de  et du rapport annuel du British Petroleum Energy.

1 membre de l'Opep. Ces pays ont connu un pic "artificiel" avec l'établissement du quota, mais certains ne pourront jamais rejoindre les chiffres de production de cette époque. Il en va de même pour quelques pays non-Opep comme Brunei et Trinité-rt-Tobago, qui eux aussi ont volontairement restreint leur production dans les années 1970. 

² anciens membres de l'Opep.

1. ↑  Importance du pétrole extra-lourd au Canada[réf. souhaitée]
2. ↑  Cas d'école du peak oil, King Hubbert[citation nécessaire]
3. ↑  En phase de plateau, début de déclin a priori très rapide[réf. nécessaire]
4. ↑  Importance du pétrole extra-lourd au Venezuela[réf. souhaitée]
5. ↑  Production de gaz règlementée[réf. souhaitée]
6. ↑  Fut le premier pays producteur[réf. souhaitée]
7. ↑  2e pic possible grâce à l'offshore lointain
8. ↑  Immenses réserves de gaz[Combien ?]
9. ↑  Pic secondaire en 1996
10. ↑  En phase de plateau
11. ↑  Déclin très rapide[réf. nécessaire]
12. ↑  Pénurie de gaz, crise économique[réf. souhaitée]